# 狮市镇
狮市镇，是中华人民共和国四川省自贡市富顺县下辖的一个乡镇级行政单位。

## 行政区划
狮市镇下辖以下地区：
狮子滩社区、五桥社区、桃花村、马鞍村、小河村、梓林村、复兴村、七贤村、罗寺村、皂角村、花园村、花市村、竹米村和菱角村。
2019年9月狮市镇七贤村、复兴村、五桥社区划为东湖街道的行政区域。